# 1990 chez Disney
Cet article présente la liste des évènements de la Walt Disney Company ayant eu lieu en 1990.

## Événements

### Janvier
- 1er janvier 1990, création du studio Hollywood Records[1]
- 7 janvier 1990, Première émission du Disney Club sur TF1
- 20 janvier 1990, ABC au travers de Fairchild Publications achète cinq magazines au groupe International Thomson Organisation ainsi que le quotidien The Milford Citizen à son propriétaire[2].

### Mars
- 23 mars 1990 : sortie du film Pretty Woman de Touchstone Pictures

### Avril
- 30 avril 1990, sortie des courts métrages éducatifs Goofy's Office Safety Championship et Goofy's Plant Safety Championship[3]
- 30 avril 1990, Pixar se sépare de sa division matériel informatique[4]

### Mai
- 17 mai 1990, décès de William Bosché, artiste de layout, scénariste et réalisateur des studios Disney[5]
- 21 mai 1990, début du spectacle Dick Tracy starring Diamond Double-Cross aux Disney-MGM Studios, inspiré du film Dick Tracy[6]
- 25 mai 1990, ouverture de l'attraction Here Come the Muppets aux Disney-MGM Studios[7]
- 26 mai 1990, renommage de Mickey's Birthdayland en Mickey's Starland au Magic Kingdom[8]

### Juin
- 4 juin 1990, Ouverture de l'hôtel Walt Disney World Dolphin[9]
- 15 juin 1990, 
  - Première mondiale du film Dick Tracy de Touchstone Pictures aux États-Unis
  - Début du spectacle Dick Tracy starring Diamond Double-Cross dans la salle Videopolis de Disneyland, inspiré du film Dick Tracy[6]
- 22 juin 1990, Création de la société indienne UTV Software Communications[10]

### Juillet
- 18 juillet 1990, Sortie de Arachnophobie de Hollywood Pictures

### Août
- 3 août 1990, Première mondiale du film La Bande à Picsou, le film : Le Trésor de la lampe perdue aux États-Unis

### Septembre
- 9 septembre 1990, Arrêt de l'émission The Magical World of Disney sur NBC
- 10 septembre 1990
  - Début de l'émission The Disney Afternoon aux États-Unis[11]
  - Début de la série d'animation Super Baloo en syndication[12]
- 23 septembre 1990, L'émission The Magical World of Disney passe de NBC à Disney Channel

### Octobre
- 7 octobre 1990, Décès de Grim Natwick, animateur[13]
- 23 octobre 1990, création de Touchwood Pacific Partners comme un partenariat limité entre Disney et des investisseurs japonais[14]

### Novembre
- 1er novembre 1990, La première Disney Store en dehors des États-Unis ouvre à Londres sur Regent Street[15]
- 5 novembre 1990, Ouverture du complexe hôtelier Disney's Yacht & Beach Club Resort au Walt Disney World Resort
- 8 novembre 1990, Hearst Corporation achète à RJR Nabisco 20 % du capital d'ESPN pour 165 à 175 millions de $[16]
- 16 novembre 1990, Sortie du moyen-métrage Le Prince et le Pauvre
- 16 novembre 1990, Première mondiale du film Bernard et Bianca au pays des kangourous aux États-Unis

### Décembre
- 5 décembre 1990, Ouverture du centre d'information Espace Euro Disney[17]
- 31 décembre 1990, Fin spectacle Dick Tracy starring Diamond Double-Cross dans la salle Videopolis de Disneyland, inspiré du film Dick Tracy[6]